# Тварини України, занесені до Європейського Червоного списку
Перелік видів тварин України, занесені до Європейського Червоного списку тварин і рослин, що перебувають під загрозою зникнення у світовому масштабі (1991)

## Статистика
Перелік містить 101 вид. З них:
- 21 зникаючий (E) — види, що перебувають під загрозою зникнення; збереження їх малоймовірне, відтворення неможливе без здійснення спеціальних заходів;
- 31 вразливих (V) — види, які можуть у найближчому майбутньому бути віднесені до категорії «зникаючих», якщо продовжиться дія факторів, що впливають на їхній стан;
- 12 рідкісних (R) — популяції яких невеликі, у даний час не віднесені до категорії «зникаючих» та «вразливих» хоча їм і загрожує небезпека зникнення;
- 9 недостатньо відомих (K) — види, які можна було б віднести до однієї з вищеперелічених категорій, однак у зв'язку з відсутністю повної достовірної інформації питання залишається нез'ясованим;
- 6 недостатньо відомих* (K*) — птахи, які в даний час вивчає Міжнародна Рада з охорони птахів і які найближчим часом, мабуть, будуть віднесені до вищеперелічених категорій;
- 12 невизначених (I) — види, про які відомо, що вони відносяться до категорії «зникаючих», «вразливих» чи «рідкісних», однак достовірна інформація, яка б дозволила визначити, до котрої саме із зазначених категорій їх можна віднести, відсутня;
- 10 вивчаються (*) — категорії тварин, про які відомо, що вони перебувають під загрозою зникнення, і які у даний час вивчаються Міжнародним союзом охорони природи.

## Перелік
| № п/п | Українська назва виду                             | Біноміальна назва                             | Категорія охорони   |
| ----- | ------------------------------------------------- | --------------------------------------------- | ------------------- |
| 1     | Синявець Алькон                                   | Maculinea alcon                               | Вразливі            |
| 2     | Аполлон                                           | Parnassius apollo                             | Рідкісні            |
| 3     | Аріон                                             | Maculinea arion                               | Вразливі            |
| 4     | Аркас                                             | Maculinea nausithous                          | Зникаючі            |
| 5     | Аскалаф строкатий                                 | Libelloides macaronius                        | Недостатньо відомі  |
| 6     | Бабка білолоба                                    | Leucorrhinia albifrons                        | Вразливі            |
| 7     | Бабка болотяна                                    | Leucorrhinia pectoralis                       | Вивчаються          |
| 8     | Бабка хвостата                                    | Leucorrhinia caudalis                         | Вразливі            |
| 9     | Баклан малий                                      | Phalacrocorax pygmeus                         | Недостатньо відомі* |
| 10    | Осадець білозір                                   | Lopinga achine                                | Вивчаються          |
| 11    | Боліварія короткокрила                            | Bolivaria brachyptera                         | Вразливі            |
| 12    | Боривітер степовий                                | Falco naumanni                                | Недостатньо відомі* |
| 13    | Бражник обліпиховий                               | Hyles hippophaes                              | Вразливі            |
| 14    | Бражник прозерпіна                                | Proserpinus proserpina                        | Вразливі            |
| 15    | Ведмідь бурий                                     | Ursus arctos                                  | Вивчаються          |
| 16    | Вертиго вузький                                   | Vertigo angustior                             | Вразливі            |
| 17    | Вечірниця велетенська                             | Nyctalus lasiopterus                          | Рідкісні            |
| 18    | Видра річкова                                     | Lutra lutra                                   | Вразливі            |
| 19    | Вовк                                              | Canis lupus                                   | Вразливі            |
| 20    | Вовчок ліщиновий                                  | Muscaridinus avellanarius                     | Вразливі            |
| 21    | Вусач великий дубовий західний                    | Cerambyx cerdo                                | Зникаючі            |
| 22    | Вухань бурий                                      | Plecotus auritus                              | Вразливі            |
| 23    | Гекон кримський                                   | Cyrtopodion kotschyi (Mediodactylus kotschyi) | Вивчаються          |
| 24    | Гноєїд рогатий                                    | Onthophagus furacatus                         | Вразливі            |
| 25    | Гриф чорний                                       | Aegypius monachus                             | Вразливі            |
| 26    | Деркач                                            | Crex crex                                     | Рідкісні            |
| 27    | Джміль незвичайний                                | Bombus paradoxus                              | Вразливі            |
| 28    | Дибка степова                                     | Saga pedo                                     | Вразливі            |
| 29    | Дідок жовтоногий                                  | Gomphus flavipes                              | Вразливі            |
| 30    | Дрофа                                             | Otis tarda                                    | Рідкісні            |
| 31    | Емпуза смугаста                                   | Empusa fasciata                               | Вразливі            |
| 32    | Жук-самітник                                      | Osmoderma eremita                             | Зникаючі            |
| 33    | Зубр                                              | Bison bonasus                                 | Вразливі            |
| 34    | Коконопряд золотавий                              | Eriogaster catax                              | Зникаючі            |
| 35    | Коник-товстун степовий                            | Bradyporus multituberculatus                  | Зникаючі            |
| 36    | Коромисло зелене                                  | Aeshna viridis                                | Вразливі            |
| 37    | Коромисло лучне                                   | Brachytron pratense                           | Вразливі            |
| 38    | Красотіл пахучий                                  | Calosoma sycophanta                           | Вразливі            |
| 39    | Кроншнеп тонкодзьобий                             | Numenius tenuirostris                         | Недостатньо відомі* |
| 40    | Ліометопум звичайний                              | Liometopum microcephalum                      | Рідкісні            |
| 41    | Лосось європейсько-азіатський (Лосось дунайський) | Hucho hucho                                   | Зникаючі            |
| 42    | Лосось чорноморський                              | Salmo trutta labrax                           | Зникаючі            |
| 43    | Мантиспа хижа                                     | Mantispa styriaca                             | Недостатньо відомі  |
| 44    | Матурна (Рябець великий)                          | Euphydryas maturna (Hypodryas maturna)        | Зникаючі            |
| 45    | Мінога українська                                 | Eudontomyzon mariae                           | Вразливі            |
| 46    | Мнемозина                                         | Parnassius mnemosyne                          | Вивчаються          |
| 47    | Могильник                                         | Aquila heliaca                                | Рідкісні            |
| 48    | Морімус темний                                    | Morimus funereus                              | Зникаючі            |
| 49    | Морська свиня (Азовка)                            | Phocoena phocoena (Phocoena phocoena relicta) | Недостатньо відомі  |
| 50    | Мурашиний лев деревний                            | Dendroleon pantherinus                        | Недостатньо відомі  |
| 51    | Мурашиний лев звичайний                           | Myrmeleon formicarius                         | Недостатньо відомі  |
| 52    | Велетенський мурашиний лев західний               | Acanthaclisis occitanica                      | Недостатньо відомі  |
| 53    | Мурашка руда лісова                               | Formica rufa                                  | Вразливі            |
| 54    | Нічниця велика                                    | Myotis myotis                                 | Недостатньо відомі  |
| 55    | Нічниця Наттерера                                 | Myotis nattereri                              | Вразливі            |
| 56    | Нічниця ставкова                                  | Myotis dasycneme                              | Недостатньо відомі  |
| 57    | Орлан-білохвіст                                   | Haliaeetus albicilla                          | Рідкісні            |
| 58    | Осетер атлантичний                                | Acipenser sturio                              | Зникаючі            |
| 59    | Очеретянка прудка                                 | Acrocephalus paludicola                       | Недостатньо відомі* |
| 60    | Павиноочка грушева                                | Saturnia pyri                                 | Зникаючі            |
| 61    | Головчак Палемон                                  | Carterocephalus palaemon                      | Вразливі            |
| 62    | Пелікан кучерявий                                 | Pelecanus crispus                             | Зникаючі            |
| 63    | Перегузня звичайна                                | Vormela peregusna                             | Вразливі            |
| 64    | Мінливець Метис                                   | Apatura metis                                 | Зникаючі            |
| 65    | Перлівниця товстостінна                           | Unio crassus                                  | Вразливі            |
| 66    | Плавунець широкий                                 | Dytiscus lattissimus                          | Зникаючі            |
| 67    | Плоскотілка червона                               | Cucujus cinnabarinus                          | Зникаючі            |
| 68    | Поліксена                                         | Zerynthia polyxena                            | Вивчаються          |
| 69    | П'явка медична                                    | Hirudo medicinalis                            | Вразливі            |
| 70    | Рись звичайна                                     | Felix lynx (Lynx lynx)                        | Вивчаються          |
| 71    | Розалія альпійська                                | Rosalia alpina                                | Зникаючі            |
| 72    | Савка                                             | Oxyura leucocephala                           | Вразливі            |
| 73    | Сегментина вилискуюча                             | Segmentina nitida                             | Вразливі            |
| 74    | Симпекма Брауера                                  | Sympecta braueri                              | Вивчаються          |
| 75    | Синявець аргірогномон                             | Lycaeides argyrognomon                        | Вивчаються          |
| 76    | Сінниця Геро                                      | Coenonympha hero                              | Вивчаються          |
| 77    | Сінниця Едіп                                      | Coenonympha oedipus                           | Зникаючі            |
| 78    | Сірий коконопряд виїмчастий                       | Phyllodesma ilicifolia                        | Вразливі            |
| 79    | Слимак виноградний                                | Helix pomatia                                 | Рідкісні            |
| 80    | Слимакоїд кримський                               | Carabus tauricus                              | Рідкісні            |
| 81    | Сліпак білозубий                                  | Spalax leucodon                               | Вразливі            |
| 82    | Сліпак буковинський                               | Spalax graecus                                | Рідкісні            |
| 83    | Сліпак звичайний                                  | Spalax microphthalmus                         | Вразливі            |
| 84    | Сліпак піщаний                                    | Spalax arenarius                              | Рідкісні            |
| 85    | Стрілка Меркурія                                  | Coenagrion mercuriale                         | Вразливі            |
| 86    | Телеїус                                           | Maculinea teleus                              | Зникаючі            |
| 87    | Головчак ґратчастий                               | Syrichtus cribrellum                          | Вразливі            |
| 88    | Товстоголовка теселум                             | Syrichtus tessellum                           | Недостатньо відомі  |
| 89    | Турун зморшкуватий                                | Carabus intricatus                            | Вразливі            |
| 90    | Тюлень-монах середземноморський                   | Monachus monachus                             | Зникаючі            |
| 91    | Умбра звичайна                                    | Umbra krameri                                 | Вразливі            |
| 92    | Хохітва                                           | Tetrax tetrax (Otis tetrax)                   | Рідкісні            |
| 93    | Хохуля звичайна                                   | Desmana moschata                              | Вразливі            |
| 94    | Чекініола платисцелідина                          | Cecchiniola platysceKdina                     | Вразливі            |
| 95    | Червінець непарний                                | Lycaena dispar                                | Зникаючі            |
| 96    | Червоновола казарка                               | Branta ruficollis (Rufibrenta ruficollis)     | Недостатньо відомі* |
| 97    | Чоп великий                                       | Zingel zingel                                 | Вразливі            |
| 98    | Чоп малий                                         | Zingel streber                                | Вразливі            |
| 99    | Шип                                               | Acipenser nudiventris                         | Зникаючі            |
| 100   | Широкопалий рак                                   | Astacus astacus                               | Вразливі            |
| 101   | Шуліка рудий                                      | Milvus milvus                                 | Недостатньо відомі* |